# جواز سفر غاني
جوازات السفر الغانية هي جوازات سفر تصدر فقط من قبل وزارة الشؤون الخارجية والتكامل الإقليمي الغانيية لمواطني غانا وتمنح الجنسية وفقا لقانون الجنسية الغانية.

## الرسوم
اعتبارًا من فبراير 2018 كانت رسوم جواز السفر الجديد مع وقت التسليم العادي (15 يومًا) 450.00 سيدي غاني (45.20 دولارًا أمريكيًا في فبراير 2018) تتوفر الخدمة السريعة (ثلاثة أيام) مقابل 450.00 سيدي غاني إضافية.

اعتبارًا من فبراير 2020 بلغت رسوم طلب جواز السفر العادي المكون من 32 صفحة 320 سيدي غاني و550 سيدي غاني لجواز السفر العادي المكون من 48 صفحة. رسوم طلب جواز السفر السريع المكون من 32 صفحة هو 350 سيدي غاني و300 سيدي غاني لجواز السفر السريع المكون من 48 صفحة.

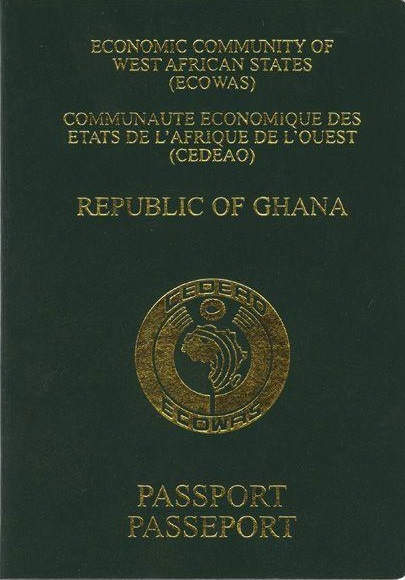
جواز سفر عادي
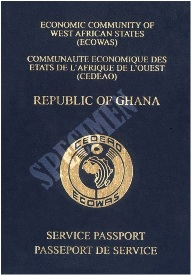
جواز سفر خدمة
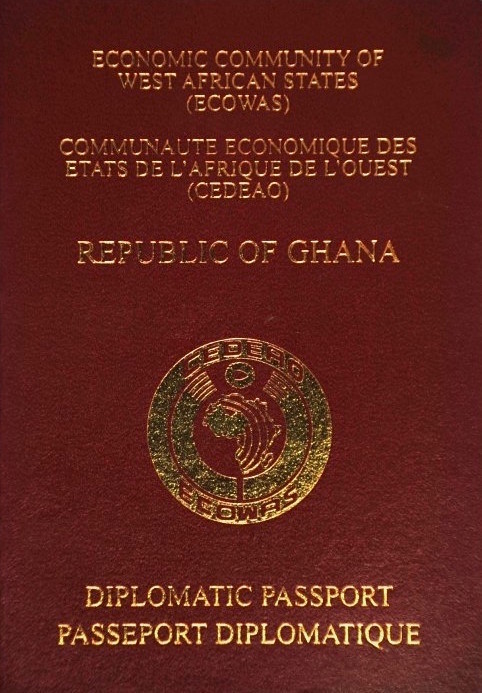
جواز سفر دبلوماسي
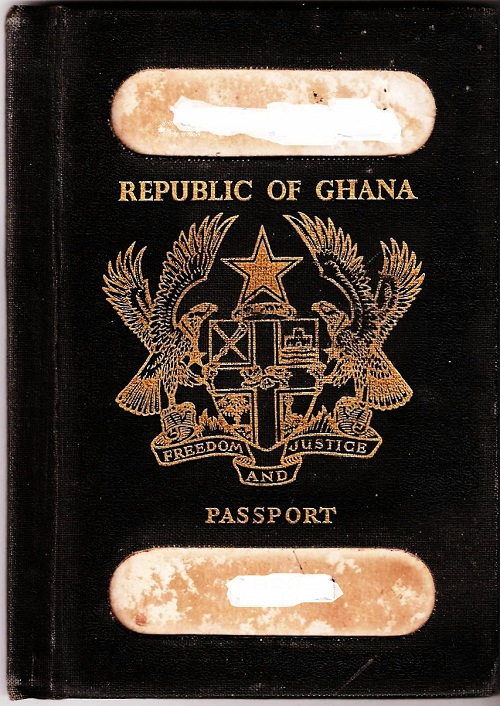
جواز سفر غاني 1970
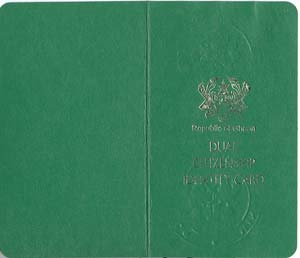
وثيقة الهوية الغانية متعددة الجنسيات

## التطورات الأخيرة
للتوافق مع المعايير الموصى بها (مثل الحجم والتخطيط) التي وضعتها منظمة الطيران المدني الدولي، أصدرت غانا جوازات سفر إلكترونية في مارس 2010، على الرغم من أن جوازات السفر غير الإلكترونية كانت صالحة حتى نوفمبر 2015.
لتسهيل الحصول على جوازات السفر الغانية أنشئت مراكز للحصول عليها حول المدن الرئيسية في غانا، بما في ذلك أكرا وكوماسي وتامالي وهو وسيكوندي تاكورادي وسونياني. اعتبارًا من نوفمبر 2020 كان لدى 22 بعثة دبلوماسية خارج غانا تفويض لإصدار جوازات السفر الإلكترونية للغانيين الموجودين في الخارج.
الجوازات الصادرة اعتبارًا من 31 مارس 2019 لها فترة صلاحية عشر سنوات (كانت سابقًا خمس سنوات).
طلب جواز السفر عبر الإنترنت متاح الآن في جميع مراكز تقديم طلبات جوازات السفر على الصعيد الوطني (كانت تعالج الطلبات سابقًا في مركز طلبات جوازات السفر في أكرا فقط). كما ستتوقف عملية طلب جواز السفر اليدوي عن العمل اعتبارًا من 1 مارس 2020.
قدمت وزارة الخارجية والتكامل الإقليمي جوازًَا من 48 صفحة (كان سابقًا 32 صفحة فقط) في 1 فبراير 2020. أجرت الوزارة أيضًا تعديل للرسوم في 1 فبراير 2020 على النحو التالي: طلب جواز السفر العادي الذي كانت تكلفته 50 سيدي غاني أصبح ب100 سيدي غاني لجواز السفر ذو 32 صفحة و250 سيدي غاني لجواز السفر ذو 48 صفحة. طلب جواز السفر السريع الذي كان ب150 سيدي غاني هو الآن ب350 سيدي غاني لجواز السفر ذو 32 صفحة و400 سيدي غاني لجواز السفر ذو 40 صفحة. كما أن رسوم التصديق على المستند القانوني الذي كانت ب55 سيدي غاني أصبحت الآن ب137 سيدي غاني ورسوم شهادة السفر التي كانت ب95 سيدي غاني أصبحت الآن ب137 سيدي غاني.

## اقرأ أيضًا
- متطلبات الحصول على تأشيرة لمواطني غانا